# مارك كوري (لاعب كرة قاعدة أمريكي)
مارك كوري (بالإنجليزية: Mark Corey)‏ هو لاعب كرة قاعدة أمريكي، ولد في 16 نوفمبر 1974 في Coudersport, Pennsylvania ‏ في الولايات المتحدة.

## وصلات خارجية
- مارك كوري (لاعب كرة قاعدة أمريكي) على موقع دوري كرة القاعدة الرئيسي (الإنجليزية)
- مارك كوري (لاعب كرة قاعدة أمريكي) على موقعبيزبول رفرنس.كوم (الدوري الرئيسي) (الإنجليزية)
- مارك كوري (لاعب كرة قاعدة أمريكي) على موقعبيزبول رفرنس.كوم (الدوري الثانوي) (الإنجليزية)
- مارك كوري (لاعب كرة قاعدة أمريكي) على موقع مشجعي الرسوم البيانية (الإنجليزية)